# Gobierno y política de Granada
Granada está gobernada por un sistema parlamentario basado en el modelo británico. Tiene un gobernador general, representante del monarca británico (al pertenecer el país a la Commonwealth), un primer ministro, nombrado por el gobernador, aunque de facto es el líder del partido mayoritario, y un parlamento bicameral con una Cámara de Representantes, que cuenta con 15 escaños, electos por medio de elecciones y un Senado, de tan solo 13 miembros, nombrado por el gobierno y la oposición.
Los ciudadanos de Granada disfrutan de un amplio rango de derechos civiles y políticos asegurados por la constitución. La constitución de Granada da a los ciudadanos el derecho de poder cambiar su gobierno de una forma pacífica. Los ciudadanos ejercen este derecho en elecciones periódicas, libres y justas albergadas en el formato del sufragio universal.
Granada tiene dos partidos políticos principales, ambos moderados: el Nuevo Partido Nacional (conservador) y el National Democratic Congress (liberal). Otros partidos menores son el partido de centro-izquierda "Maurice Bishop Patriotic Movement" (MBPM, organizado por supervivientes pro-Bishop del golpe de Estado anti-Bishop de octubre de 1983) y el populista GULP del ex primer ministro Gairy.
En las elecciones parlamentarias de noviembre de 2003, el gobierno del NNP, liderado por el primer ministro Keith Mitchell fue reelegido por tan solo un escaño de diferencia.
La seguridad de Granada está a cargo de los 650 miembros de la "Royal Grenada Police Force" (RGPF) (en español: Fuerza de policía real de Granada"), la cual tiene entre sus miembros a una fuerza paramilitar de 80 miembros y 30 miembros de la guardia costera. El ejército de los Estados Unidos y la guardia costera del mismo país entrena y provee de material a ambos.

## Listado de Gobernantes

### Jefes de Estado
- S.M. Guillermo III, Príncipe de Orange (Dinastía de Estuardo, 1689-1702)
- S.M. Ana I (Dinastía de Estuardo, 1702-1714)
- S.M. Jorge I (Dinastía de Hanover, 1714-1727)
- S.M. Jorge II (Dinastía de Hanover, 1727-1760)
- S.M. Jorge III (Dinastía de Hanover, 1760-1820)
- S.M. Jorge IV (Dinastía de Hanover, 1820-1830)
- S.M. Guillermo IV (Dinastía de Hanover, 1830-1837)
- S.M. Victoria I (Dinastía de Hanover, 1837-1901)
- S.M. Eduardo VII (Dinastía de Sajonia-Coburgo-Gotha, 1901-1910)
- S.M. Jorge V (Dinastía Windsor, 1910-1936)
- S.M. Eduardo VIII (Dinastía Windsor, 1936)
- S.M. Jorge VI (Dinastía Windsor, 1936-1952)
- S.M. Isabel II (Dinastía Windsor, 1952-2022)
- S.M. Carlos III (Dinastía Windsor, 2022-actualidad)

### Representantes del jefe de Estado
Gobernadores:
- Joseph de Bouloc (1701-1708)
- Guillaume-Emmanuel-Théodore de Maupeou Comte de l'Estrange (1708-1716)
- Jean-Michel L'Espinay de la Longueville (1717-1721)
- Jean Balthazard du Houx (1721-1722)
- Robert Giraud du Poyet (1723-1727)
- Charles de Brunier marquis de Larnage (1727-1734)
- Jean-Louis Fournier de Charles de Pradine (1734-1748)
- Robert Philippe de Longvilliers de Pradine (1748-1757)
- Pierre-Claude Bonvoust d'Aulnay (1757-1762)
- George Scott (1762-1764)
- Robert Melville (1764)
- Ulysses FitzMaurice (1764-1770)
- Robert Melville (1770-1771)
- Ulysses FitzMaurice (1771)
- William Leybourne (1771-1775)
- William Young (1775-1776)
- George Macartney (1776-1779)
- Acefalia (1779-1784)
- Edward Mathew (1784-1785)
- William Lucas (1785-1787)
- Samuel Williams (1787-1788)
- James Campbell (1788-1789)
- Samuel Williams (1789-1792)
- Ninian Home (1792-1795)
- Kenneth Francis Mackenzie (1795)
- Samuel Mitchell (1795-1796)
- Alexander Houstoun (1796-1797)
- Charles Green (1797-1801)
- Samuel Dent (1801-1802)

Tenientes de Gobernadores
- George Vere Hobart (1802)
- Thomas Hislop (1802-1804)
- William Douglas MacLean Clephane (1804-1805)
- Frederick Maitland (1805-1811)
- Abraham Charles Adye (1811-1812)
- George Robert Ainslie (1812-1813)
- Charles Shipley (1813-1815)
- George Paterson (1815-1816)
- Phineas Riall (1816-1823)
- George Paterson (1823-1826)
- James Campbell (1826-1833)
- George Middlemore (1833-1835)
- John Hastings Mair (1835-1836)
- Carlo Joseph Doyle (1836-1846)
- Ker Baillie Hamilton (1846-1853)
- Robert William Keate (1853-1857)
- Cornelius Hendricksen Kortright (1857-1864)
- Robert Miller Mundy (1864-1871)
- Sanford Freeling (1871-1875)
- Cyril Clerke Graham (1875-1877)
- Robert William Harley (1877-1882)

Administradores
- Irwin Charles Maling (1882)
- Roger Tuckfield Goldsworthy (1882-1883)
- Edward Laborde (1883-1886)
- Irwin Charles Maling (1886-1887)
- Henry Rawlins Pipon Schooles (1887-1888)
- Edward Laborde (1888-1889)
- John Elliott (1889-1892)
- Edward Rawle Drayton (1892-1915)
- Herbert Ferguson (1915-1930)
- Hilary Rudolph Robert Blood (1930-1935)
- William Leslie Heape (1935-1940)
- Charles Henry Vincent Talbot (1940-1942)
- George Conrad Green (1942-1951)
- Wallace MacMillan (1951-1957)
- James Monteith Lloyd (1957-1962)
- Lionel Achille Pinard (1962-1964)
- Ian Turbott (1964-1967)

Gobernadores
- Ian Turbott (1967-1968)
- Hilda Bynoe (1968-1974)
- Leo de Gale (1974)

Gobernadores Generales
- Leo de Gale (1974-1978)
- Paul Scoon (1978-1992)
- Sir Reginald Palmer (1992-1996)
- Sir Daniel Williams (1996-actualidad)

### Jefes de Gobierno
Ministros En Jefe
- Eric Gairy (Laborista Unido, 1954-1960)
- Herbert A. Blaize (Nacional Democrático, 1960-1961)
- George E.D. Clyne (Nacional Democrático, 1961)
- Eric Gairy (Laborista Unido, 1961-1962)
- Herbert A. Blaize (Nacional Democrático, 1962-1967)

Primeros Ministros
- Eric Gairy (Laborista Unido, 1967-1979)
- Maurice Bishop (Nacional Democrático, 1979-1983)
- Hudson Austin (Nacional Democrático, 1983)
- Nicholas Brathwaite (Laborista Unido, 1983-1984)
- Herbert A. Blaize (Nacional Democrático, 1984-1989)
- Ben Jones (Nuevo Partido Nacional, 1989-1990)
- Nicholas Brathwaite (Nuevo Partido Nacional, 1990-1995)
- George Brizan (Nuevo Partido Nacional, 1995)
- Keith Mitchell (Nuevo Partido Nacional, 1995-actualidad)